# Várady Viktória
Várady Viktória (Budapest, 1974. szeptember 1. – Budapest, 2015. január 29.) magyar színésznő.

## Élete
2001-ben végzett a Színház- és Filmművészeti Egyetem operett-musical szakán. Diplomaszerzését követően a Madách Színházban játszott, mellette koreográfusként is dolgozott. 2015-ben hosszan tartó súlyos betegségben hunyt el.

## Fontosabb színházi szerepei
- Kesey-Wassermann: Kakukkfészek – Candy Starr
- T. S. Eliot – A. L. Webber: Macskák – Jemima
- Boublil – Schönberg: A nyomorultak – Madame Thénardier
- Molnár Ferenc: Az Ibolya – Rakolnoki kisasszony
- DiPietro-Roberts: Te édes, de jó vagy, légy más!
- Kander-Ebb: Chicago – Velma
- Simon: Pletyka – Cassie Cooper
- Brooks-Meehan: Producerek – Jegyszedő, Teper-Tekerj
- Lázár Ervin: A Négyszögletű Kerek Erdő – Nagy Zoárd
- Webber: Az Operaház fantomja – Meg Giry
- T. S. Eliot – A. L. Webber: Macskák – Viktória, Gimb-Gömb
- Kocsák – Miklós: Anna Karenina – Lídia
- Rice-Webber: Jézus Krisztus szupersztár – Démon
- Disney-Cameron Mackintosh: Mary Poppins – Madaras asszony

## Koreográfiái
- Kocsák – Miklós: Anna Karenina
- Nemes Nagy – Újhelyi – Dargó: Bors néni, Bors!
- Kérek egy álmot
- Kiss-Fűri-Grillus: Fabáb

## Filmes és televíziós szerepei
- Szeszélyes (2007)
- Barátok közt (2012)